# Vinci
Vinci egy község Olaszországban, Firenze tartományban, kb. 14 400 lakossal. A reneszánsz polihisztor, Leonardo da Vinci szülőhelye a község közelében található.

## Földrajz

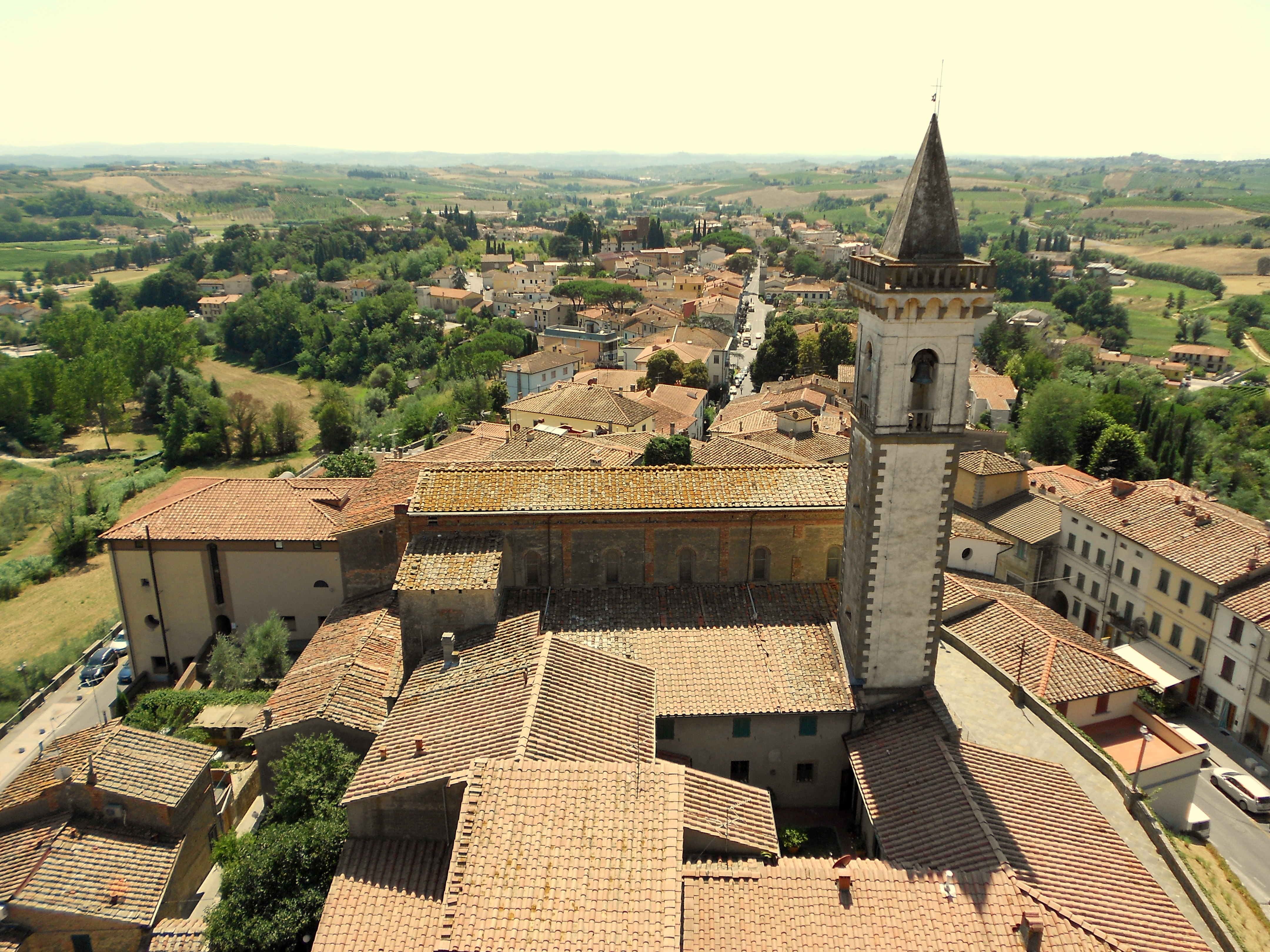
Vinci panorámája

A várost a Toszkánai-dombság övezi. A területet szőlő- és olívaültetvények borítják.

## Történelem
1254. augusztus 12-ig a hely a  Guidi grófok uralma alatt állt, majd ezután a Firenzei Köztársaság foglalta el. Leonardo da Vinci 1452. április 15-én a várostól mintegy 3 km-re, Anchiano és Faltognano között egy tanyán született. Teljes neve "Leonardo di ser Piero da Vinci" volt, ami azt jelenti: "Leonardo, a vincibeli Piero fia". Évente mintegy fél millió látogató jön megtekinteni a Leonardo Múzeumot (Museo Leonardiano) és Leonardo szülőhelyét..

## Nevezetességek

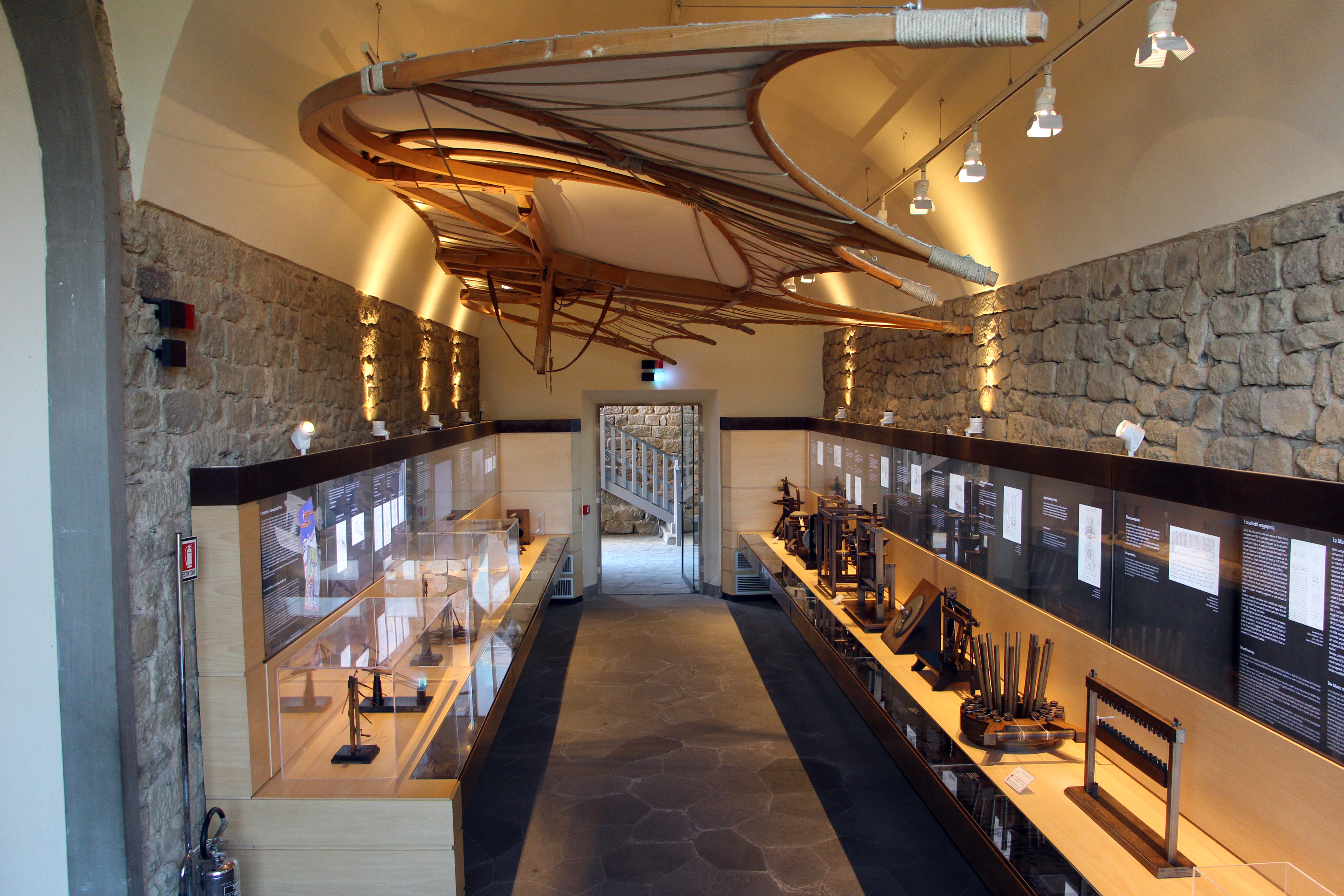
A Museo Leonardiano egy része

- Biblioteca Leonardiana – a község könyvtára
- Museo Leonardiano – Leonardo Múzeum. A múzeum Leonardo számos találmányát állítja ki, melyet jegyzetfüzetébe lerajzolt.
- Casa di Leonardo – Leonardo szülőhelye, ahol a mester több reprodukciója látható.
- A Guidi grófok kastélya

## Népesség
| Lakosok száma | 14 666 | 14 564 | 14 650 | 14 438 |
|               | 2013   | 2017   | 2018   | 2023   |

## Testvérvárosai
Allentown, Pennsylvania

## Fordítás
Ez a szócikk részben vagy egészben  a   Vinci című olasz Wikipédia-szócikk fordításán alapul.  Az eredeti cikk szerkesztőit annak laptörténete sorolja fel. Ez a jelzés csupán a megfogalmazás eredetét és a szerzői jogokat jelzi, nem szolgál a cikkben szereplő információk forrásmegjelöléseként.